# Marthe Franceschini
Marthe Franceschini, född 25 april 1755 i Tunis, död 1799 i Larache, var en slavkonkubin och sedan hustru till sultan Mohammed ben Abdallah av Marocko.
Hon köptes till sultanens harem som slavkonkubin, men fick där en inflytelserik ställning som favorit till sultanen, som gifte sig med henne 1786. Som andra infytelserika haremskvinnor uppvaktades hon (per brev) av utländska diplomater, och ska ha haft kontakt med Napoleons utsända. 